# Кулик Йосип Опанасович
Йо́сип Опана́сович Кули́к (нар. 8 березня 1912 — пом. 1998) — радянський військовик часів Другої світової війни, командир роти 77-го окремого штурмового інженерно-саперного батальйону 16-ї окремої штурмової інженерно-саперної бригади РГК, гвардії старший лейтенант. Герой Радянського Союзу (1944).

## Життєпис
Народився 8 березня 1912 року в селі Юзефівці Троянівської волості Балтського повіту Подільської губернії (нині — село Йосипівка Благовіщенського району Кіровоградської області) в селянській родині. Українець.
Закінчив 5 класів школи в рідному селі, працював у місцевому колгоспі. У лавах РСЧА перебував з 1934 по 1937 роки, призваний Грушківським РВК Одеської області. У 1938 році закінчив курси з підготовки командного складу. Вдруге призваний у 1940 році.
Учасник німецько-радянської війни з червня 1941 року. Воював на Південному, Північно-Кавказькому, Закавказькому, Південно-Західному і 1-у Українському фронтах. Був командиром взводу в складі 80-го укріпленого району (червень — серпень 1941 року), 546-го окремого саперного батальйону (вересень 1941 — серпень 1942 року), 11-го гвардійського стрілецького корпусу (серпень — грудень 1942 року), командиром роти 7-го гірського мінно-інженерного батальйону 2-ї гірської мінно-інженерної бригади (грудень 1942 — липень 1943 року). Член ВКП(б) з 1942 року.
З липня 1943 року — командир 3-ї роти 77-го, а згодом — 76-го окремих штурмових інженерно-саперних батальйонів 16-ї окремої штурмової інженерно-саперної бригади.
Разом з саперами свого підрозділу за роки війни забезпечив успішне форсування десятків річок, серед яких: Дон, Дніпро, Вісла, Західний Буг, Одра.
Особливо відзначився на Віслі, де керував десантною переправою. 30 липня 1944 року на надувних човнах протягом трьох годин переправив два стрілецьких батальйони, чим забезпечив захоплення плацдарму на західному березі.
Після демобілізації був директором тваринницького відгодівельного радгоспу, головою сільської ради в Ульяновському районі. З 1954 року жив у місті Йошкар-Ола (Марій Ел), де й помер у 1998 році. Похований на Туруновському цвинтарі.

## Нагороди
Указом Президії Верховної Ради СРСР від 23 вересня 1944 року за зразкове виконання бойових завдань командування на фронті боротьби з німецько-фашистськими загарбниками та виявлені при цьому відвагу і героїзм, гвардії старшому лейтенантові Кулику Йосипу Опанасовичу присвоєне звання Героя Радянського Союзу з врученням ордена Леніна і медалі «Золота Зірка».
Також був нагороджений двома орденами Вітчизняної війни 1-го ступеня (19.02.1945, 11.03.1985), орденом Червоної Зірки (24.04.1943) і медалями, в тому числі чехословацькою «За хоробрість».